# Old Shatterhand
Old Shatterhand, conosciuto anche con il nome di Kara Ben Nemsy, è un personaggio immaginario protagonista dei romanzi d'avventura dello scrittore tedesco Karl May ambientati nel Far West, e alter ego dello scrittore stesso. Nei romanzi ambientati in Medio Oriente, lo stesso personaggio assume il nome di Kara Ben Nemsi.

## Caratteristiche

### Nome
Karl May battezza spesso i personaggi occidentali protagonisti delle sue opere ambientate nel West con nomi che iniziano per "Old" ("vecchio"), presumendo che questo fosse un soprannome tipicamente americano. Con questo nome inoltre Karl May non intendeva indicare l'età del personaggio, ma sottolineare come questi fosse dotato di esperienza. Sullo stesso stile, infatti, vengono chiamati altri personaggi principali della saga romanzesca, quali ad esempio Old Firehand e Old Surehand.
Nei romanzi di Karl May, Old Shatterhand è un soprannome che gli viene assegnato dal suo amico Sam Hawkins, anch'egli un tedesco da lungo tempo residente negli Stati Uniti, motivato dal fatto che Old Shatterhand era capace di stendere i propri avversari con un solo pugno in testa: il nome si può tradurre letteralmente come "Vecchio Mano-che-infrange".
Quale alter ego dello scrittore Karl May, il vero nome è presumibile fosse Karl, forse americanizzato in Charles: l'amico apache Winnetou chiama affettuosamente Old Shatterhand "mio fratello Scharlee", dove "Scharlee" è un'approssimazione tedesca per il nome Charlie, diminutivo di Charles.
Karl May ha scritto inoltre altre avventure ambientate in Oriente, dove lo stesso personaggio è conosciuto con il nome di Kara Ben Nemsi.
In italiano il nome del personaggio è stato tradotto in svariati modi, spesso completamente di fantasia. Nella traduzione italiana dei romanzi degli anni cinquanta, il personaggio assume il nome di Mani-di-Ferro. Nel doppiaggio italiano del film del 1964 La battaglia di Fort Apache (Old Shatterhand), dove viene interpretato da Lex Barker, il personaggio viene chiamato John Raider. Nella linea di action figure Big Jim il personaggio di Old Shatterhand, ridistribuito soprattutto nel mercato francese, italiano e spagnolo, nella serie "Gli amici del West" parte della linea Big Jim, viene rinominato Dakota Joe.

### Armi

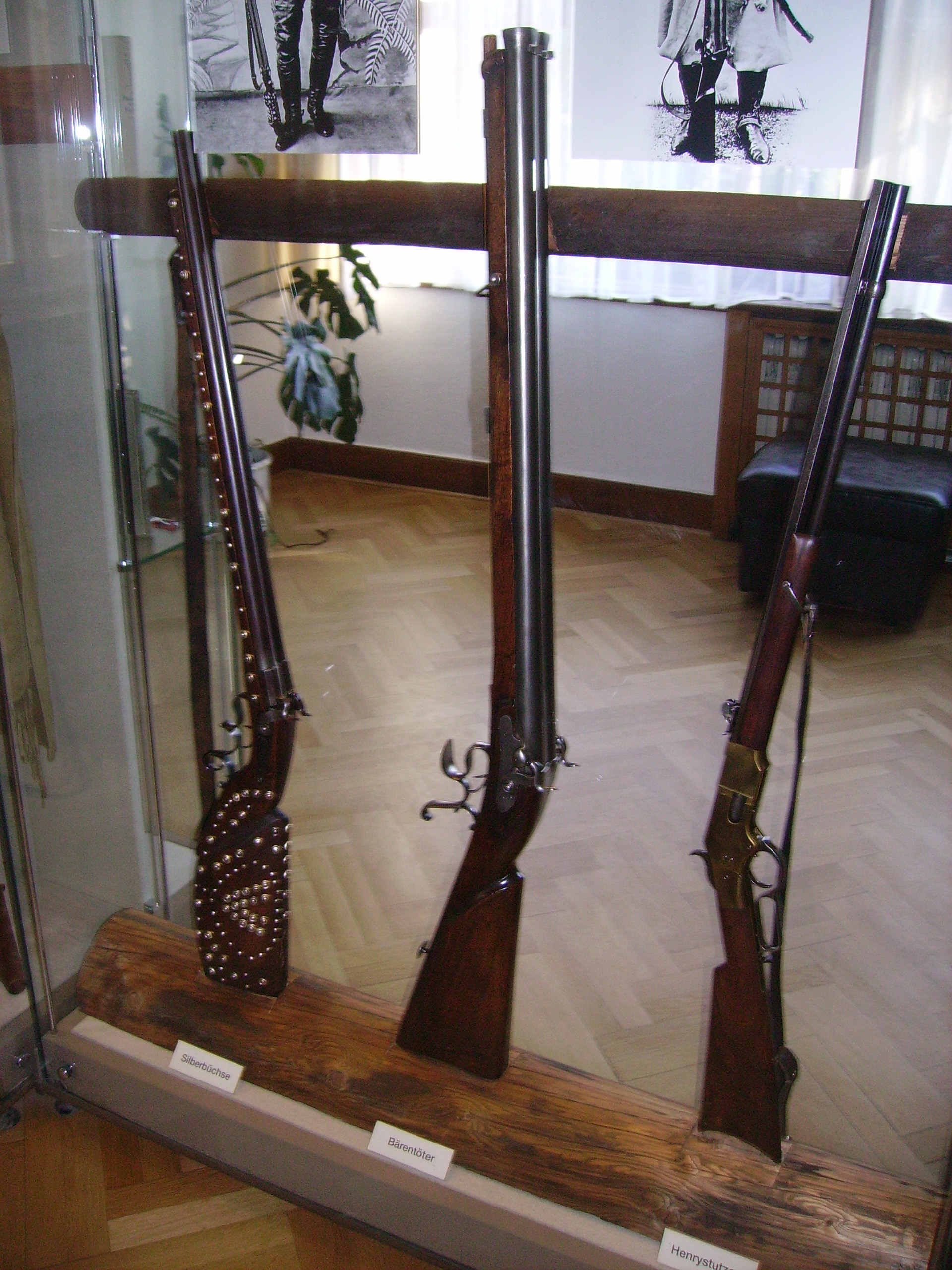
I fucili di Old Shatterhand, da sinistra: Silberbüchse, Bärentöter e Henrystutzen

Le armi di cui sono dotati Old Shatterhand e Winnetou, sono armi di fantasia inventate dal romanziere tedesco. Le armi sono state in seguito prodotte realmente e sono attualmente esposte nel museo dedicato a Karl May a Radebeul, in Sassonia.
I due fucili di Old Shatterhand sono chiamati Bärentöter ("sterminatore di orsi") e Henrystutzen ("carabina Henry", ispirata a un'arma realmente esistente, il fucile Henry), capace di sparare 25 colpi senza ricaricarlo, probabilmente un riferimento iperbolico al reale fucile Henry.
Inoltre, una volta morto l'amico Winnetou, Old Shatterhand entra in possesso anche del suo fucile, il Silberbüchse ("fucile d'argento"), nome dovuto alle numerose borchie d'argento che ricoprono calcio e altre parti dell'arma.

### Cavallo
Old Shatterhand cavalca un cavallo chiamato Hatatitla ("Fulmine"), che gli è stato donato da Winnetou, che ne cavalca il fratello Iltschi ("Vento").

## Storia
Old Shatterhand è l'alter ego dello scrittore tedesco Karl May, e lo stesso sosteneva di aver vissuto realmente le avventure narrate nei suoi libri. In realtà Karl May visitò gli Stati Uniti una sola volta nella sua vita e non si avventurò mai più a Ovest della città di Buffalo, nello stato di New York.
Old Shatterhand è uno scout di origine tedesca che vive nel West. Egli è amico del capo indiano Winnetou, ne ha sposato la sorella Nscho-Tschi, in seguito morta conseguentemente ad un attacco del suo accampamento.

## Influenze nella cultura
- Le storie di Old Shatterhand hanno avuto influenza nella creazione del personaggio di Lone Ranger, che ha, come Old Shatterhand, un amico pellerossa.[1][2]
- Durante buona parte degli anni sessanta, il personaggio di Old Shatterhand, assieme agli altri personaggi principali dei romanzi di Karl May, è stato protagonista di una saga cinematografica di produzione franco-tedesca. La saga è iniziata nel 1962 con il film Il tesoro del lago d'argento (Der Schatz im Silbersee) ed è terminata con il film L'uomo dal lungo fucile (Winnetou und Shatterhand im Tal der Toten) nel 1968. Durante tutta la saga Old Shatterhand è stato impersonato dall'attore statunitense Lex Barker.
- Negli anni settanta ai personaggi dell'universo di Karl May è stata dedicata una popolare linea di action figure sviluppata dalla preesistente linea Big Jim della Mattel, chiamata appunto "Karl May". La linea di giocattoli, distribuita come tale solamente nei paesi del centro e nord Europa, presentava tra i primi personaggi prodotti anche il personaggio di Old Shatterhand. I medesimi personaggi, distribuiti nel resto d'Europa come parte della linea Big Jim con in nome di "Gli amici del West di Big Jim", vennero ribattezzati. In particolare Old Shatterhand venne distribuito con il nome di Dakota Joe. Il personaggio di Old Shatterhand/Dakota Joe venne distribuito in alcune differenti versioni: la prima edizione prevedeva infatti che per la testa del personaggio fosse riutilizzata quella del preesistente Big Jeff, a cui venne dipinta la barba bionda. Questa versione venne in seguito ridistribuita con le mani prensili, una volta che queste furono introdotte nella linea Big Jim. Con la stessa testa venne inoltre distribuita anche una versione "economica", con abiti meno curati e un minor numero di accessori. Nei soli paesi in cui la linea venne distribuita come "Karl May", il personaggio di Old Shatterhand venne inoltre ridistribuito, con le mani prensili, con una nuova testa, appositamente disegnata per questo personaggio e mai più riutilizzata nella linea Big Jim, come invece avvenne per la quasi totalità delle teste disegnate per la linea di action figure Mattel.
- Negli anni settanta la ditta di giocattoli plastici tedesca Dom Plastik ha creato una serie di Soldatini di plastica in scala 1:32 con i personaggi dei romanzi di Karl May. La serie consta di sei pezzi, compreso Old Shatterhand, in pose diverse e con il nome di ciascun personaggio stampato sulla base.
- Il personaggio è stato protagonista di numerose opere televisive a partire dagli anni sessanta, compresa una serie di animazione intitolata WinneToons.

## Romanzi
- L'uomo dal lungo fucile (Winnetou)
- Il principe del petrolio (Der Ölprinz)
- Il tesoro del Lago d'Argento (Der Schatz im Silbersee)
- Le avventure di Mano-di-Ferro (Winnetou II)
- Manosicura in: giallo nel West (Old Surehand)
- La fattoria nel deserto (Old Surehand)

## Filmografia parziale

### Cinema
- Il tesoro del lago d'argento (Der Schatz im Silbersee), regia di Harald Reinl (1962)
- La valle dei lunghi coltelli (Winnetou I), regia di Harald Reinl (1963)
- La battaglia di Forte Apache (Old Shatterhand), regia di Hugo Fregonese (1963)
- Giorni di fuoco (Winnetou II), regia di Harald Reinl (1964)
- Desperado Trail (Winnetou III), regia di Harald Reinl (1965)
- I violenti di Rio Bravo (Der Schatz des Azteken/Die Pyramide des Sonnengottes), regia di Robert Siodmak (1965)
- Il giorno più lungo di Kansas City (Winnetou und das Halbblut Apanatschi), regia di Harald Philipp (1966)
- L'uomo dal lungo fucile (Winnetou und Shatterhand im Tal der Toten), regia di Harald Reinl (1968)